# Diviseur unitaire
En arithmétique, d est un diviseur unitaire de n si et seulement si d est un diviseur de n et d est premier avec n/d.
Exemple : dans 252 
- 28 est un diviseur unitaire de 252 car 252 = 28 × 9 et 28 et 9 sont premiers entre eux
- 21 n'est pas un diviseur unitaire de 252 car 252 = 21 × 12 mais 21 et 12 ne sont pas premiers entre eux.